# Darren Fichardt
Darren C. Fichardt (Pretoria, 13 mei 1975) is een professioneel golfer uit Zuid-Afrika. Hij speelt sinds 2001 op de Europese PGA Tour.

## Amateur
Fichardt zat in 1993 in de nationale selectie.
- 1992 Northern Transvaal Junior Championship (Zuid-Afrika)
- 1993 Northern Transvaal Stroke Play Championship (Zuid-Afrika)

## Professional
Fichart werd in 1994 professional waarna hij begon te golfen op de First National Bank Tour. In 1997 behaalde Fichardt zijn eerste professionele overwinning dankzij winst op de Bearing Man Highveld Classic in Witbank. TIjdens het seizoen 1999/2000 was Fichardt de eindwinnaar van de order of merit van de Vodacom Tour. Hij kwalificeerde zich op de Tourschool van 2000 voor de Europese PGA Tour in 2001 en behaalde dat eerste seizoen al een overwinning in Brazilië op de São Paulo Brazil Open. Daarmee verdiende hij twee jaar speelrecht op de Tour. In 2003 behaalde hij zijn tweede overwinning op de Europese Tour. Hij won de Qatar Masters na een play-off tegen zijn landgenoot James Kingston, en verlengde zijn speelrecht tot eind 2003. Zijn beste eindresultaat op de order of merit van de Europese PGA Tour kende Fichardt in 2003 met een 39e plaats.
Daarna zou Fichardt zijn aandacht blijven verdelen tussen de Europese Tour en de Sunshine Tour. Ook op het einde van het seizoen 2003/2004 was Fichardt de beste in de order of merit van de Sunshine Tour. In totaal behaalde Fichardt 5 overwinningen op de Europese Tour en 18 op de Sunshine Tour.

### Overwinningen
| Jaar | Toernooi                                      | Tour                                |
| ---- | --------------------------------------------- | ----------------------------------- |
| 1997 | Bearing Man Highveld Classic                  | Sunshine Tour                       |
| 2000 | Golf Du Bassin Bleu                           |                                     |
| 2001 | The Tour Championship                         | Sunshine Tour                       |
| 2001 | CABS/Old Mutual Zimbabwe Open                 | Sunshine Tour                       |
| 2001 | São Paulo Brazil Open                         | Europese PGA Tour                   |
| 2002 | Trophee des Nations (Réunion)                 |                                     |
| 2003 | Qatar Masters                                 | Europese PGA Tour                   |
| 2004 | Dimension Data Pro-Am                         | Sunshine Tour                       |
| 2006 | Vodacom Origins of Golf Tour (finale)         | Sunshine Tour                       |
| 2006 | Bearing Man Highveld Classic                  | Sunshine Tour                       |
| 2009 | Nashua Masters                                | Sunshine Tour                       |
| 2009 | Vodacom Origins of Golf Tour (Selbourne)      | Sunshine Tour                       |
| 2009 | Platinum Classic                              | Sunshine Tour                       |
| 2010 | Dimension Data Pro-Am                         | Sunshine Tour                       |
| 2011 | Vodacom Origins of Golf Tour (Wild Coast Sun) | Sunshine Tour                       |
| 2011 | Sun Coast Classic                             | Sunshine Tour                       |
| 2012 | Saint-Omer Open                               | Europese PGA Tour en Challenge Tour |
| 2013 | Africa Open                                   | Sunshine Tour en Europese PGA Tour  |
| 2015 | Vodacom Origins of Golf Tour (finale)         | Sunshine Tour                       |
| 2017 | Joburg Open                                   | Sunshine Tour en Europese PGA Tour  |
| 2018 | The Tour Championship                         | Sunshine Tour                       |
| 2020 | Eye of Africa PGA Championship                | Sunshine Tour                       |
| 2020 | Betway Championship                           | Sunshine Tour                       |
| 2023 | Le Vaudreuil Golf Challenge                   | Challenge Tour                      |

### Teamdeelnames
- World Cup: 2000 (met Retief Goosen)

### Resultaten op deMajors
| Major                 | 1994 | 1995 | 1996 | 1997 | 1998 | 1999 | 2000 | 2001 | 2002 | 2003 | 2004 | 2005 | 2006 | 2007 | 2008 | 2009 | 2010 | 2011 | 2012 | 2013 | 2014 | 2015 | 2016 | 2017 | 2018 | 2019 | 2020 | 2021 | 2022 | 2023 |
| --------------------- | ---- | ---- | ---- | ---- | ---- | ---- | ---- | ---- | ---- | ---- | ---- | ---- | ---- | ---- | ---- | ---- | ---- | ---- | ---- | ---- | ---- | ---- | ---- | ---- | ---- | ---- | ---- | ---- | ---- | ---- |
| The Open Championship |      |      |      |      |      |      | CUT  |      | CUT  |      | CUT  |      |      |      | CUT  |      | CUT  |      |      |      |      |      |      | CUT  |      |      | G.T. |      |      |      |
| U.S. Open             |      |      |      |      |      |      |      |      |      |      |      |      |      | CUT  |      |      |      |      |      |      |      |      |      |      |      |      |      |      |      |      |

CUT = miste de cut halverwege

G.T. = geen toernooi

### Resultaten op deWorld Golf Championships
| Toernooi             | 1994 | 1995 | 1996 | 1997 | 1998 | 1999 | 2000 | 2001 | 2002 | 2003 | 2004 | 2005 | 2006 | 2007 | 2008 | 2009 | 2010 | 2011 | 2012 | 2013 | 2014 | 2015 | 2016 | 2017 | 2018 | 2019 | 2020 | 2021 | 2022 | 2023 |
| -------------------- | ---- | ---- | ---- | ---- | ---- | ---- | ---- | ---- | ---- | ---- | ---- | ---- | ---- | ---- | ---- | ---- | ---- | ---- | ---- | ---- | ---- | ---- | ---- | ---- | ---- | ---- | ---- | ---- | ---- | ---- |
| WGC Kampioenschap    |      |      |      |      |      |      | T40  | G.T. |      |      | T59  |      |      |      |      |      |      |      |      |      |      |      |      |      |      |      |      |      |      |      |
| WGC - HSBC Champions |      |      |      |      |      |      |      |      |      |      |      |      |      |      |      |      | T34  |      |      | T61  | 62   |      |      |      |      |      | G.T. | G.T. | G.T. |      |

G.T. = Geen toernooi